# Kobylí hlava (přírodní rezervace)
Kobylí hlava je přírodní rezervace jižně od obce Hluk v okrese Uherské Hradiště. Důvodem ochrany je zachování ojedinělého zbytku původních kavylových luk včetně teplomilné doubravy v areálu Hlucké pahorkatiny. Přírodní rezervace se nachází ve východním svahu stejnojmenného vrchu o nadmořské výšce 358 metrů.